# Amiral Nakhimov (1885)
Pour les autres navires du même nom, voir Amiral Nakhimov.
L’Amiral Nakhimov (en russe : Адмирал Нахимов) est un croiseur cuirassé construit pour la Marine impériale de Russie. Ce navire fut le premier croiseur russe doté d'une tourelle d'artillerie. Construit au chantier de la Baltique à Saint-Pétersbourg, les plans de ce croiseur sont conçus par l'architecte naval, le colonel N. A. Samoïlov, à cette époque inspecteur de la construction navale russe. Sa construction débute en 1884, son lancement a lieu le 21 octobre 1885, sa mise en service le 3 décembre 1897. L’Amiral Nakhimov est longtemps considéré comme le croiseur blindé « le plus puissant, le plus rapide du monde ». Il prend part à la guerre russo-japonaise de 1904-1905, il est coulé lors de la bataille de Tsushima le 28 mai 1905. Ce croiseur est le seul navire de ce type, il devait son nom à l'amiral Pavel Stepanovitch Nakhimov (1802-1855).

## Historique
L’Amiral Nakhimov est l'un des premiers croiseurs blindés et l'un des plus intéressants navires de guerre construits en Russie à la fin du XIXe siècle.

### Technique
L’Amiral Nakhimov est construit sur le modèle de la classe de croiseur britannique l’Impérieuse (The Imperieuse class cruiser) dont la construction débute en 1881. Le trait caractéristique de ce navire est l'installation de quatre canons de 234 mm.
Les plans de l’Amiral Nakhimov sont développés par le Comité Technique de la Marine (CPI), ils sont approuvés le 19 novembre 1882. Pour la première fois dans l'histoire navale russe des armes de 203 mm sont utilisées. Cet armement placé dans quatre barbettes est réparti à la proue, à la poupe et de chaque côté du croiseur, cinq canons de 152 mm sont également installés sur ce navire. En conséquence, l’Amiral Nakhimov est certainement le croiseur blindé le plus lourd du XIXe siècle. Ce croiseur est doté de deux mâts, d'un beaupré, d'une voile carrée type brick, de deux autres voiles (surface de voile : 2 000 m2), peu pratiques elles sont retirées dans les années (1898-1899). Le coût de la construction et de l'armement de l’Amiral Nakhimov s'élève à 6 millions de roubles.
La construction de l’Amiral Nakhimov débute en juillet 1884 au chantier naval de la Baltique à Saint-Petersbourg. Le 2 avril 1884, le croiseur blindé est inscrit au registre de la Marine impériale russe sous le nom d’Amiral Nakhimov. Le 21 octobre 1885, lors d'une cérémonie officielle, l’Amiral Nakhimov est lancé en présence du tsar Alexandre III de Russie. En 1888, ce bâtiment de guerre commence ses essais en mer puis, en octobre 1888, il est affecté dans la Marine impériale de Russie.

### Carrière dans la Marine impériale de Russie

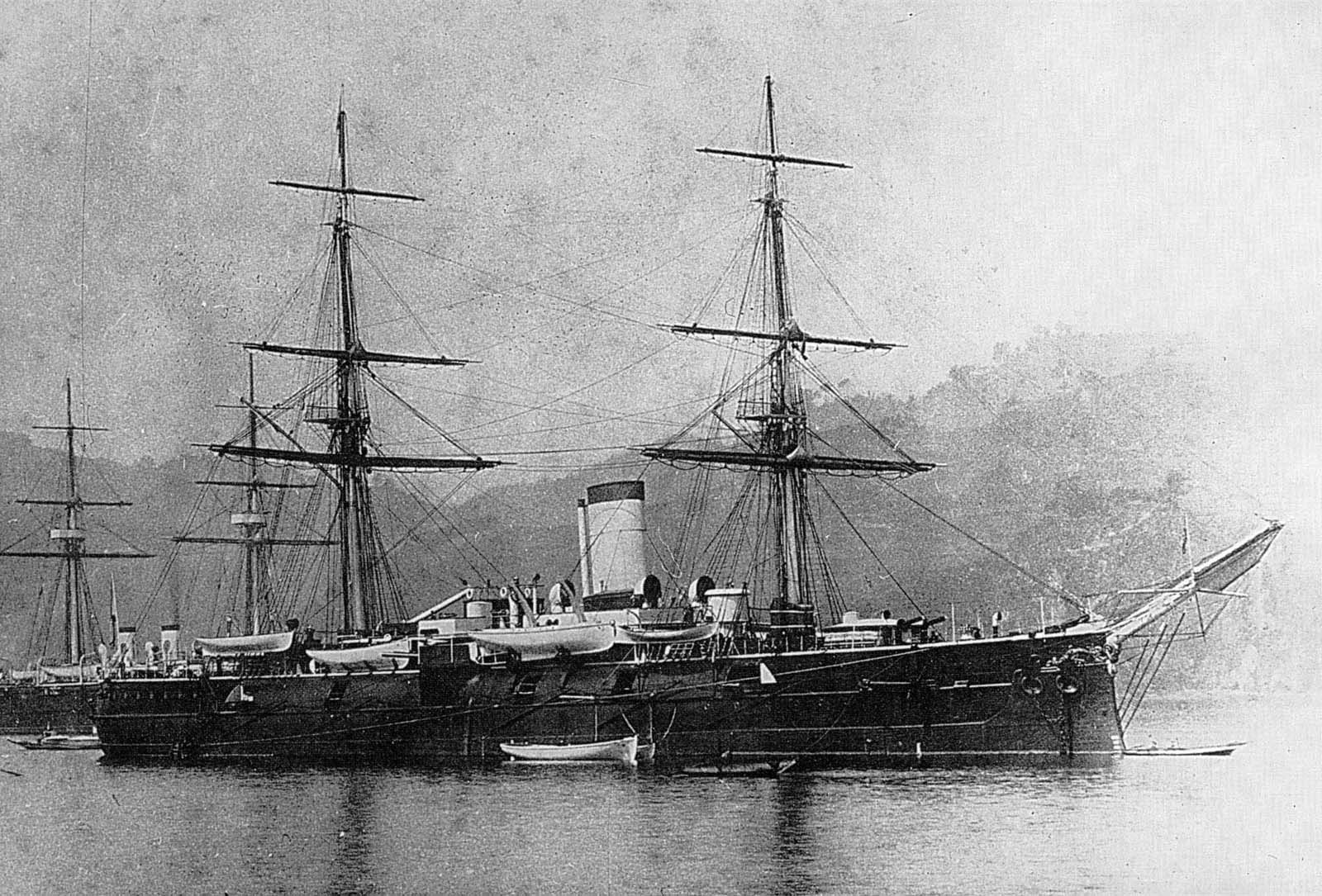
Amiral Nakhimov après son entrée en service en 1890

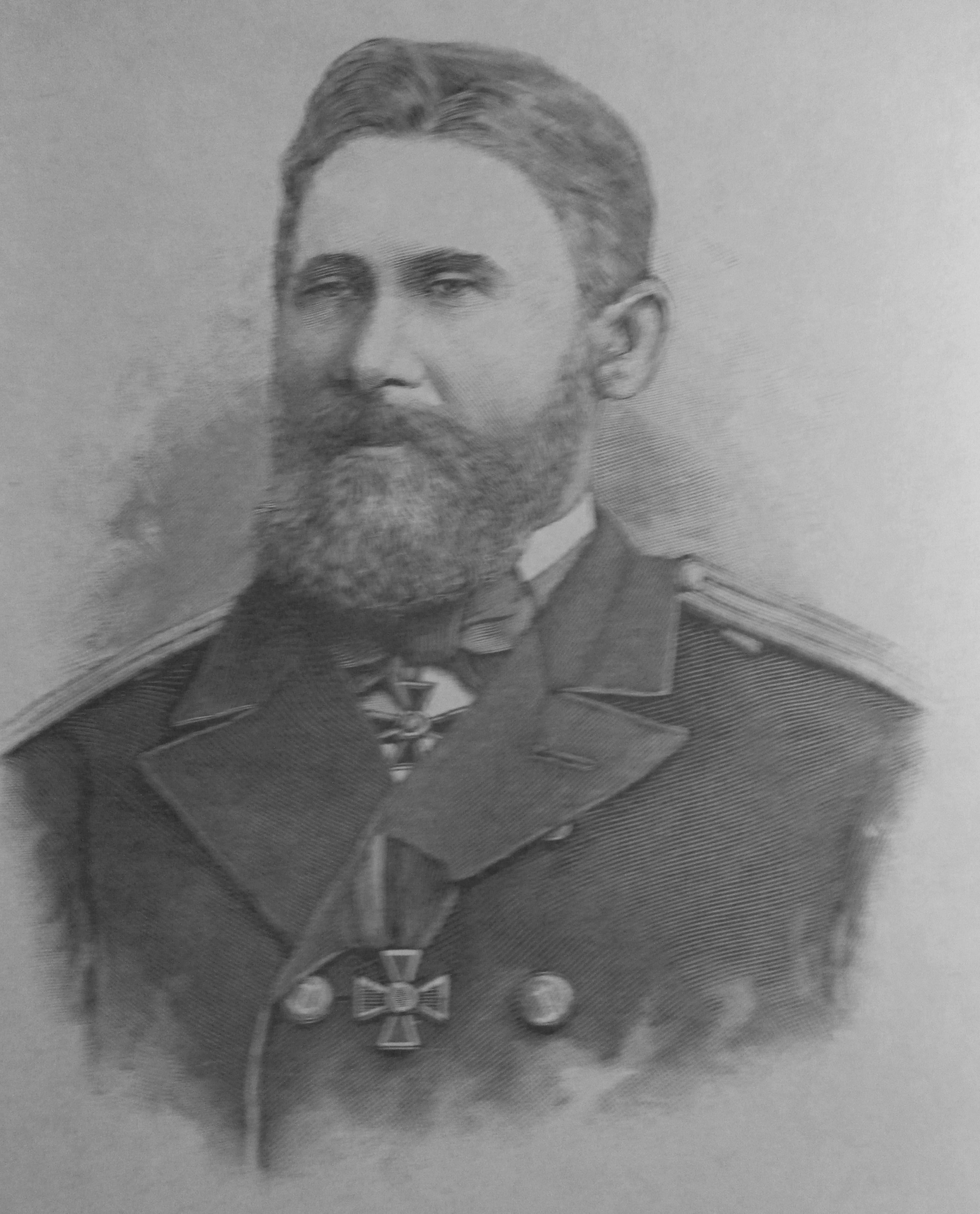
Le capitaine Lavrov, commandant de lAmiral Nakhimov, pendant les festivités de l'Alliance franco-russe à Toulon.

En premier lieu, l’Amiral Nakhimov est classé comme frégate, plus tard, comme croiseur blindé, en 1892 comme croiseur.
Si à la fin du XIXe siècle, il est un navire de guerre puissant et moderne, en raison de l'évolution rapide de la technologie, au début du XXe siècle il devient un navire obsolète. Le principal inconvénient de ce bâtiment de guerre est son manque de protection contre les torpilles, toutefois, il est le premier navire russe à posséder des filets anti-torpilles (utiles uniquement à vitesse lente) néanmoins, le croiseur resta en service dans la Marine impériale de Russie.
Dès son entrée en service, l’Amiral Nakhimov est affecté en Extrême-Orient. Après avoir largué les amarres à Kronstadt, le croiseur emprunte le canal de Suez, en mai 1889, il jette l'ancre à Vladivostok. Affecté dans la flotte du Pacifique, l’Amiral Nakhimov est navire amiral. En juillet de la même année il est amarré dans le port de Yokosuka. Pendant l'hiver 1889-1890, le croiseur reste ancré à Nagasaki. En septembre 1891, le bâtiment de guerre retourne en Baltique pour effectuer quelques réparations. En juillet 1893, l’Amiral Nakhimov fait escale dans la port de New York, puis rejoignit l'escadre russe à Toulon pour les festivités dans le cadre de l'Alliance franco-russe. Il est alors commandé par le capitaine Vassili Lavrov qui est reçu par les dignitaires français et participe au voyage triomphal de la flotte russe à Paris. Ensuite, en chemin, au large de Cadix, il perdit son beaupré lors d'une collision avec le Mémoire d'Azov (Le Pamyat Azova ou Память Азова). Plus tard, le croiseur emprunta de nouveau le canal de Suez, en mai 1894, il jette l'ancre dans le port de Vladivostok. En février 1895, ce bâtiment de guerre devint une nouvelle fois navire amiral de son escadre. Il prend part à la représentation des intérêts russes dans les eaux japonaises, chinoises et coréennes. En décembre 1897, après l'acquisition par les Russes de Port-Arthur (par concession louée pour vingt ans auprès du gouvernement chinois) l’Amiral Nakhimov s'y rendit afin de protéger la flotte russe. En mai 1898, par le canal de Suez, le navire revint en mer Baltique où il subit des travaux de rénovation et de modernisation. Il est équipé d'une plate-forme de mitrailleuses, les armes de 87 mm et 37 mm sont remplacées par 12 × 47 mm et 6 × 37 mm Hotchkiss.
En novembre 1899, l’Amiral Nakhimov se rend pour la troisième fois en Extrême-Orient, il est basé à Port-Arthur. En avril 1899, il est de nouveau de retour en mer Baltique.
De 1902 à 1903, en qualité d'officier, le grand-duc Cyrille Vladimirovitch de Russie sert à bord de l’Amiral Nakhimov. 

#### Guerre russo-japonaise (1904-1905)

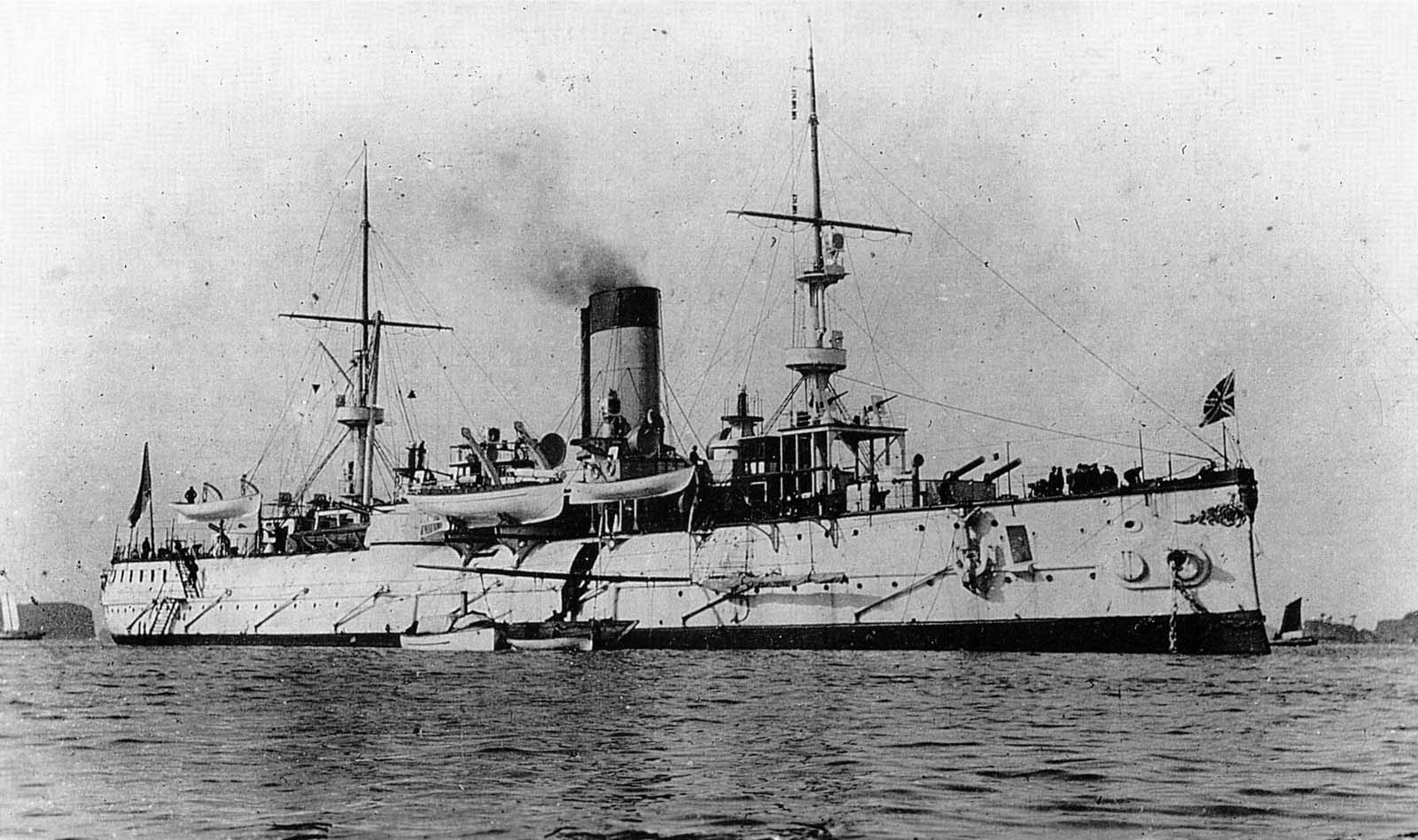
L’Amiral Nakhimov après sa modernisation en 1900

Lors du déclenchement du conflit russo-turc, l’Amiral Nakhimov est affecté dans la 2e escadre du Pacifique créée en mer Baltique. En octobre 1904, il quitte Libau, franchit le canal de Suez et met le cap sur l'Extrême-Orient. Avec d'autres bâtiments de guerre il forme la 2e escadre placée sous le commandement de Dmitri von Fölkersahm, la plupart de ces navires étaient de vieux cuirassés.
Le 27 mai 1905 a lieu la bataille de Tsushima. L’Amiral Nakhimov se place à la huitième et dernière place de la ligne de bataille. À la fin de la journée, il est frappé à trente reprises, principalement par des croiseurs japonais, 25 personnes sont tuées, 51 blessées. La structure du navire est endommagée mais malgré tout il conserve toutes ses capacités de combat. L’Amiral Nakhimov touche le croiseur japonais Iwate de trois obus de 203 mm, les dommages sont superficiels. La nuit tombée, des torpilleurs et des destroyers japonais attaquent la flotte russe. En raison de l'éclairage de ses projecteurs, l’Amiral Nakhimov est très visible. Vers 21 h 30-22 h, il est touché à la proue et à tribord par une torpille tirée par un navire non identifié. En dépit de la lutte menée par les marins russes pour maintenir le navire à flot, le croiseur est inondé. Dans la matinée du 28 mai 1905, le bâtiment de guerre est abandonné par l'équipage dans les environs de l'île de Tsushima. Le croiseur japonais Sado Maru capture 523 marins.  
Lors de l'évacuation de l’Amiral Nakhimov 18 personnes sont tuées. Un officier japonais hisse le pavillon du Japon sur le navire russe. Le capitaine de 1er rang A.A. Rodionov et le lieutenant Wacław Kłoczkowski (1873-1930) restent cachés à bord du croiseur russe, le contre-amiral polonais s'empare du pavillon japonais et le déchire, puis les deux officiers quittent le navire, ils sont sauvés par des pêcheurs. Vers 10 heures, le matin, le 28 mai 1905, l’Amiral Nakhimov sombre à la position de34° 34′ N, 129° 32′ E.

## La légende du trésor de l’Amiral Nakhimov

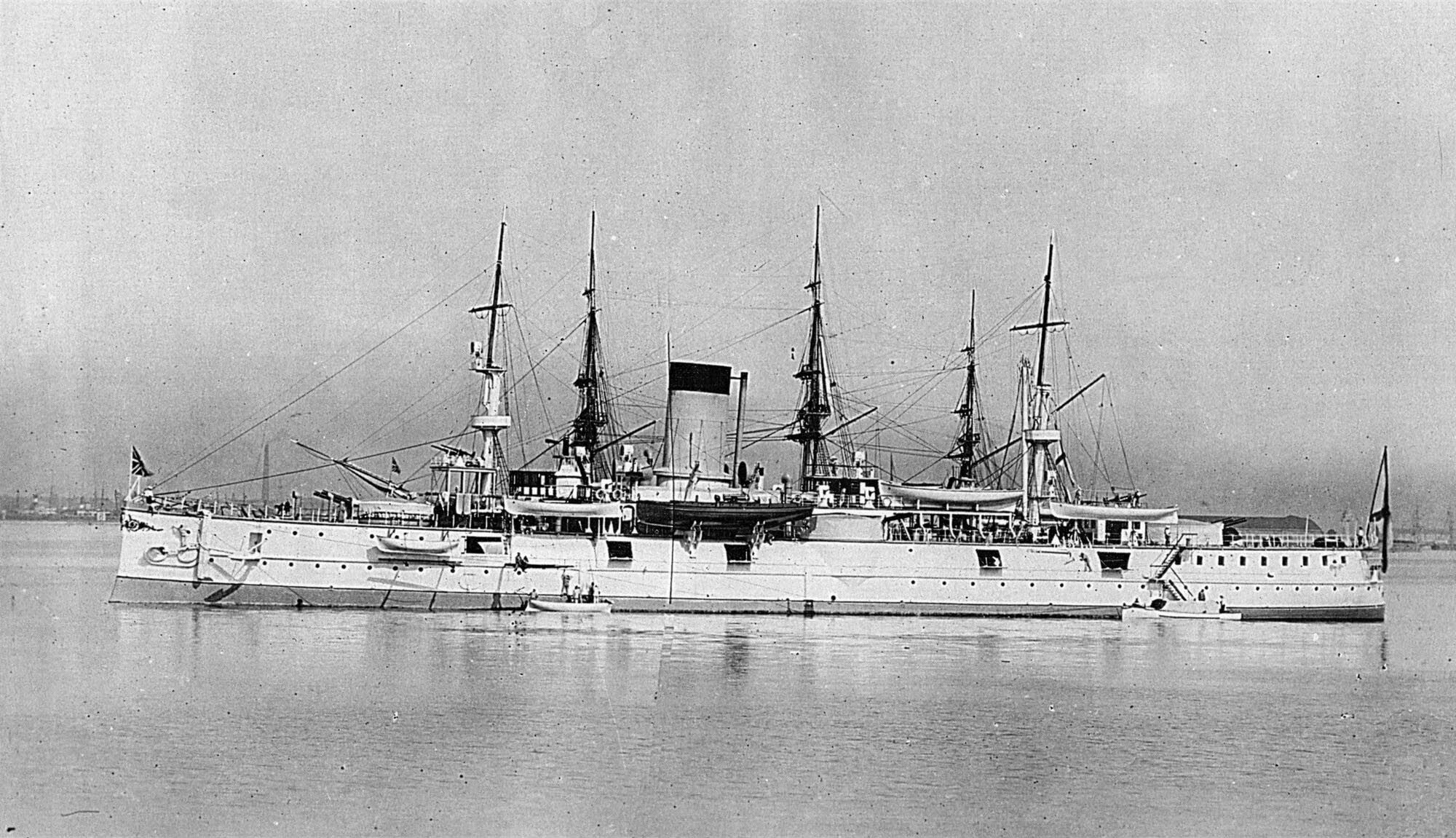
L’Admiral Nakhimov en 1903

Le croiseur Amiral Nakhimov demeura dans une relative obscurité jusqu'en 1933. Le livre de l'Américain Gary Rizberg 600 milliards de dollars sous l'eau révélait la présence d'un trésor d'un montant total de 5 millions de dollars à bord des quatre navires de la 2e escadre du Pacifique. L'Américain dans son ouvrage dévoila la présence de 2 millions de dollars en pièces d'or, lingots dans l'épave de l’Amiral Nakhimov.
En novembre 1980, un millionnaire japonais du nom de Takeo Sasagavi alloue des sommes importantes afin de renflouer le trésor. Après la découverte de ce dernier, le millionnaire déclara avoir mis au jour des boîtes refermant des pièces d'or, des lingots de platine. Plus tard, le Japonais pose devant les photographes en tenant dans ses mains des lingots de platine extraits de l'épave. Les chasseurs de trésors professionnels en mer doutent de la véracité des dires du Japonais. Se basant sur des documents de la guerre russo-japonaise de 1904-1905, particulièrement sur les rapports des acteurs de la bataille de Tsushima, il devient clair que Takeo Sasagavi ne disait pas la vérité. Au fil des ans, d'autres détails appuyèrent la thèse des chasseurs de trésors, le millionnaire Japonais était un imposteur. Les lingots de métal remontés de l'épave de l’Amiral Nakhimov possédaient des proportions de 11 g/cm3. Il s'agit de la densité du plomb, non du platine.

## Commandant de l’Amiral Nakhimov
- Alexandre Andreïevitch Rodionov (1854-1906).

## Liste des officiers du croiseurAmiral Nakhimovcapturés par les Japonais
- Ivan Kobylchenko Adjudant (adjoint au mécanicien du navire)
- NiKolaï Frolka  (adjoint au mécanicien du navire)
- Boleslav Mikulovsky (officier de quart)
- A.K. Lonfeld  (officier de quart)
- MicKaïl Engelhardt, adjudant (officier de quart)
- Yevgeny Vinokourov, adjudant (officier de quart)
- Alexandre Noël, adjudant (officier de quart)
- Vassili Kuzminskiy, adjudant (officier de navigation)
- Pavel Mikhailov, adjudant (mouilleur de mines)
- Nikolai Danilov, adjudant
- Sergueï Schepotev, Poruchik (adjoint au mécanicien du navire)
- Dmitry Suharzhevsky, Poruchik (adjoint au mécanicien du navire)
- M.A. Rodionoff M. A, lieutenant (adjoint à l'ingénieur du navire)
- Shemanov néo-zélandais, lieutenant (ingénieur du navire)
- Nicolas Nordman, le lieutenant
- Petr Krasheninnikov, lieutenant
- Nikolaï Misnikov, lieutenant
- N. Smirnov, lieutenant (officier d'artillerie)
- Ivan Gertner, lieutenant (officier d'artillerie)
- G.N. Mazurov GN, capitaine de 2e Rang
- Semenov, capitaine de 2e Rang
- V.A Grossman, capitaine de 2e rang
- W.E. Kłoczkowski, lieutenant (officier de quart)
- Alexander Rodionov, capitaine de 1er rang (commandant).

## Liste des membres d'équipage de l’Amiral Nakhimovtués lors de la bataille de Tsushima
- Alexeï Ivanovitch Maltseïev
- Nikolaï Prokhor
- Feodor Chemakin
- Mikhaïl Afanasievitch Lavrentiev
- Anatoly Stepanovitch Belitsyn
- Dmitry Pavlovitch Drozdov
- Kuzmy Romanovitch Korolev
- Afanasy Mokeev
- Alexeï Ivanovitch Olenetsky
- Stepan Moïsevitch Platonov
- Vasily Ivanovitch Fillipov
- Semyon Ivanovitch Shitov
- Vasily Andreïevitch Ignatiev
- Petr Nikolaïevitch Poor
- Iosif Grigorievitch Guryanov
- Ivan Nikolaïevitch Horoshenkov
- Ignaty Prokopiev-Vusyk
- Yakov Ivanovitch (?)
- Andreï Grogorievitch Kozlov
- Andreï Petrovitch Lapshin
- Zahar Porfiriovitch Nosulyev
- Vasily Imanovitch Ruhlya
- Markov Grigorievitch Yarmolenko
- Petr Belodezov
- Stepan Danilovitch Petrov
- Ivan Ivanovitch Zernin
- Kuzma Ivanovitch Korolev
- Mikhaïl Andreïevitch Malev
- Alexander Pavlovitch Morozov
- Stepan Andreïevitch Pogodin
- Ioann Andreïevitch Davydenko
- Ivan Andreïevitch Spiritsev
- Stepan Gavriilovitch Karantsev
- Daniel Savin
- Timofeï Timofeïevitch Kurshanov
- Vasily Sergueïevitch Pirmanov
- Andreï Andreïevitch Ellip
- Vladimir Davydovitch Nikiforov
- Petr Fiodorovitch Lebedikov
- Petr Kuvshinov
- Ivan Grigorievitch Solovev
- Ignaty Nikolaïevitch Orlov
- Vasily Mikhaïlovitch Sharov
- Fiodor Nikolaïevitch Fedotov
- Vasily Ivanovitch Kolvachuk[4]

## Sources et bibliographie
- Sergueï W. Suliga (С. В. Сулига), (Croiseur blindé Amiral Nakhimov), Moscou, La Collection Maritime no 2, 1995
- Roger Chesneau, Eugene M. Kolesnik, NJM Campbell. Conway's All the World's Fighting Ships 1860-1905, publication 1979,  (ISBN 0-8317-0302-4)